# Biljana Borzan
Biljana Borzan (ur. 29 listopada 1971 w Osijeku) – chorwacka lekarka i polityk, posłanka krajowa, eurodeputowana VII, VIII, IX i X kadencji.

## Życiorys
Studiowała medycynę na Uniwersytecie w Zagrzebiu i na Uniwersytecie w Osijeku, specjalizując się w medycynie sportu i pracy. Praktykę w zawodzie rozpoczęła w 1997. Zaangażowała się w działalność Socjaldemokratycznej Partii Chorwacji, w 2005 stanęła na czele jej struktur w Osijeku. Wybierana do rady tego miasta (od 2001), pełniła funkcję przewodniczącej rady (2004–2005) i zastępczyni burmistrza (2008–2009).
W wyborach w 2007 i 2011 z listy SDP była wybierana w skład Zgromadzenia Chorwackiego. Weszła w skład obserwatorów w Parlamencie Europejskim VII kadencji. W pierwszych w historii Chorwacji wyborach do Parlamentu Europejskiego w 2013 uzyskała mandat eurodeputowanej, który utrzymywała również w 2014 i 2019. W 2024 ponownie uzyskała mandat posłanki do Zgromadzenia Chorwackiego. Nie przystąpiła do jego wykonywania w związku z niepołączalnością z mandatem europosła, w tym samym roku została następnie wybrana do Europarlamentu X kadencji.